# Коттоленго, Агостино

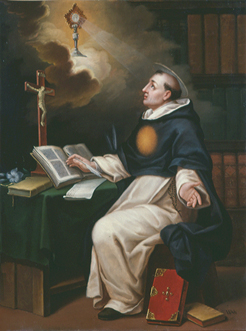
Портрет Святого Фомы Аквинского (1846)

Агостино Коттоленго (итал. Agostino Cottolengo; 22 октября 1794, Бра, Пьемонт — 8 апреля 1853, Бра, Пьемонт) — итальянский художник.

## Биография
Агостино Коттоленго родился в городе Бра, Италия. Его младший брат — священник, основатель нескольких католических монашеских конгрегаций Джузеппе Бенедетто Коттоленго. Имея склонность к искусству, Коттоленго в 1810 году поступил в Академию Альбертина в Турине. Принимал участие в революционных событиях 1821 года в Италии. После пребывания в Турине, вернулся в Бра, где открыл школу искусств.
Писал картины для церквей города Бра. С 1832 по 1834 год завершил четыре полотна, изображающих Жизнь Святого Иоанна Крестителя для церкви Батути Нери. Нарисовал большую картину Мученичество Святого Андрея для церкви Сант-Андреа, теперь в церкви Нуово Сантуарио Делла Мадонна-дей-Фьори. Написал также картину Благословление Себастьяно Валфре (Valfrè) в окружении бедных и Сант-Антонио-Абате для приходской церкви Сан-Джованни, полотно Воскресение Христа для церкви Батути Бьянки.
В 1853 году написал Святого Роха для одноимённой церкви, работал для других церквей и часовен в провинции Кунео. В его портретах показаны элементы реализма.